# Stevie Ray
Lash Rushay Huffman, meglio noto come Stevie Ray (Houston, 22 agosto 1958), è un ex wrestler statunitense.
È noto per il tag team degli Harlem Heat di cui faceva parte maggiore al fratello minore Booker T con il quale ha vinto dieci titoli WCW World Tag Team Championship.

## Carriera

### Gli inizi (1989-1993)
Lane inizia la sua carriera da wrestler nel 1989 in un circuito indipendente nel Texas col nome di Super Collider. Il suo primo tag team è con Ivan Putski. Col nome di Jive Soul Bro, comincerà una faida con il fratello Booker, che diventerà però a breve suo compagno di tag team. Si renderà celebre ai più col nome di Stevie Ray in squadra con il fratello minore nel team The Ebony Experience nella Global Wrestling Federation. I due vinceranno il titolo di coppia per tre volte. Huffman inoltre, nel 1993 conquisterà anche il titolo Nord Americano della GWF.

### World Championship Wrestling (1993-2001)

#### Harlem Heat (1993-1997)
Nell'agosto del 1993, i due furono ingaggiati nella World Championship Wrestling (WCW) e cambieranno il nome del tag team in Harlem Heat. Il loro primo titolo di coppia verrà conquistato nel 1994 ai danni degli "Stars N Stripes", la coppia formata da The Patriot e Marcus Bagwell. Da quel momento avranno di conseguenza numerose faide con varie coppie di avversari. Celebre quella contro i The Nasty Boys (formata da Jerry Sags e Brian Knobbs). Nell'Ottobre del 1996 perderanno il titolo contro gli Outsiders, il team di Kevin Nash e Scott Hall, per poi riconquistarlo contro gli Amazing French Canadians. Nel 1997 avranno a che fare anche con i Public Enemy. e ingaggeranno come manager Jacqueline Moore, altra wrestler di colore. Successivamente Stevie si fermerà per 5 mesi dall'attività dando così la possibilità al fratello Booker di combattere come singolo e di conquistare il WCW World Television Championship. Lo stesso fratello subirà però un infortunio e grazie ad una "delibera" verrà concesso a Stevie di difendere il titolo di Campione Televisivo. Sarà questo il suo unico titolo da singolo all'interno della federazione.

#### New World Order (1998-1999)
Nel 1998 Stevie si allea con il nWo, che in quel periodo era diviso in due fazioni capitanate da un lato da Hollywood Hogan e dall'altro da Kevin Nash. L'ex Harlem Heat sarà inizialmente titubante sullo scegliere la fazione in cui entrare. Poi però accetterà un contratto nella Hollywood nWo a partire dal settembre dello stesso anno. Comincerà così il periodo "sporco" della sua carriera, lontano dal fratello Booker. Durante il periodo nel nWo però, Stevie Ray continuerà a far parte di altri tag team con personaggi del calibro di Horace Hogan e di Scott Norton oltre a svolgere una buona carriera da singolo. Parteciperà anche al PPV Fall Brawl '98 al fianco di Hollywood Hogan e di Bret Hart.
Introdurrà anche lo slapjack, mossa finale scorretta fatta con l'avversario inconscio e l'arbitro distratto. Nel 1999 la federazione ritornerà nuovamente sotto un unico blocco ma, non mancheranno litigi nella sotto-fazione di Hogan che porterà ad un match per la leadership del gruppo a 4 tra lo stesso Stevie, che ne uscirà vincitore; Horace Hogan, Brian Adams e Vincent a WCW Monday Nitro. Durante il suo periodo nel nWo, Stevie ha preso l'abitudine di chiamare i suoi avversari "fruit booties".

#### Reunion degli Harlem Heat (1999)
Gli screzi nella sotto-fazione nonostante tutto continuarono e Stevie poté contare sull'aiuto del fratello Booker. I fratelli Huffman ritorneranno così di nuovo insieme e continueranno a vincere titoli battendo tra i tanti Bam Bam Bigelow, Diamond Dallas Page e Chris Kanyon. Gli Harlem Heat arriveranno così all'incredibile cifra di 10 titoli di coppia nella WCW. Alla fine del 1999, una bodybuilder di nome Midnight si unirà agli Harlem Heat. Midnight però porterà solo zizzania nel tag team, che si scioglierà per poi giocarsi i diritti sul nome Harlem Heat a SuperBrawl 2000 dove Booker perderà ai danni di Big T, ingaggiato dal fratello Stevie.
Stevie decide di ritirarsi per diventare così commentatore del programma WCW Thunder. Come commentatore sarà piuttosto severo, criticando prese sbagliate e colpi dei wrestler sul ring. Tornerà per un match di ritiro contro Scott Steiner, perso. Combatterà altri match nella WWA contro Ernest Miller per ritirarsi nel 2002.

### Semi-ritiro (2002-2017)
Nel 2005 Lane ha aperto insieme al fratello la Pro Wrestling Academy a Houston. Ha collaborato come allenatore anche con la PWA. Tra i suoi atleti figura Marty Wright, famoso nella parte di Boogeyman nella WWE.
Il 21 febbraio 2015, avviene l'ultima reunion degli Harlem Heat, nella Reality of Wrestling (ROW), di proprietà di Booker T, dove vincono il ROW Tag Team Championship contro gli Heavenly Bodies. Il 14 marzo 2015, i due rendono i titoli vancanti.
Il 29 maggio 2015, Stevie Ray, tramite il suo profilo Twitter, annuncia di aver firmato un contratto da leggenda con la WWE.

## Personaggio

### Mosse finali
- Slapjack (Lifting double underhook facebuster)

### Manager
- J. Biggs
- Jacqueline
- Kash
- Col. Rob Parker
- Sister Sherri
- Vincent

## Titoli e riconoscimenti
- Cauliflower Alley Club
  - Tag Team Award (2018) con Booker T
- Global Wrestling Federation
  - GWF North American Heavyweight Championship (1)
  - GWF Tag Team Championship (3) – con Booker T
- Pro Wrestling Illustrated
  - 226º tra i 500 migliori wrestler singoli nella PWI 500 (1991)
  - Tag Team of the Year (1995, 1996) con Booker T
- Reality of Wrestling
  - ROW Tag Team Championship (1) – con Booker T
- WildKat Pro Wrestling
  - WPW Heavyweight Championship (1)
- World Championship Wrestling
  - WCW World Tag Team Championship (10) – con Booker T
  - WCW World Television Championship (1)
- WWE
  - WWE Hall of Fame (Classe del 2019) – con Booker T negli Harlem Heat